# الحرقة (القفر)

تعديل مصدري - تعديل

الحرقة محلة تابعة لقرية عظالم، التابعة لعزلة بني سيف العالي بمديرية القفر إحدى مديريات محافظة إب في الجمهورية اليمنية، بلغ تعداد سكانها 58 حسب تعداد اليمن لعام 2004.